# Aasiaat Museum
Aasiaat Museum er et lokalhistorisk museum i byen Aasiaat, som ligger ved Diskobugten på vestkysten af Grønland. 
Museet blev etableret i 1978, i forretningsmanden Frederik Lynges hus som blev bygget i 1932. I 2002 blev museet flyttet til den gamle kolonibestyrerbolig fra 1860. Den første bygning musset havde var et laget. 
Museet har også 3 andre bygninger. En bygning fra 1938 som fungerer som kølelager for skinddragter, et pakkhus fra 1941 og et torvhus, som blev sat op i 1998 med et traditionelt grønlandsk interiør fra 1800-tallet. Pakhuset bruges indtil videre som lager, men er tiltænkt til at blive et fiskerimuseum. 
Vestgrønland, og specielt området rundt om diskobugten, har været befolket af det tidligste kulture i Grønland, som Saqqaq-kulturen og Thule-kulturen. Museets hovedfokus er lokalhistorie med særlig fokus på disse tidlige kulturer. 